# Paul Mebus
Paul Mebus (9. juni 1920 – 11. december 1993) var en tysk fodboldspiller, der som midtbanespiller på det vesttyske landshold var med til at vinde guld ved VM i 1954 i Schweiz, efter den sensationelle 3-2 sejr i finalen over storfavoritterne fra Ungarn. Han spillede dog kun én kamp under turneringen. I alt nåede han, mellem 1951 og 1954 at spille seks landkampe.
Mebus var på klubplan tilknyttet VfL Benrath og FC Köln.